# Polskie Forum Osób z Niepełnosprawnościami
Polskie Forum Osób z Niepełnosprawnościami (PFON), do 2019 roku Polskie Forum Osób Niepełnosprawnych – pozarządowa, niedochodowa organizacja społeczna, będąca federacją (organizacja parasolowa) organizacji osób z niepełnosprawnościami (członkowie pełni i zwyczajni PFON) oraz organizacji działających na ich rzecz (członkowie stowarzyszeni PFON).
PFON istnieje od 2003 r., a od 2004 roku należy do Europejskiego Forum Niepełnosprawności (European Disability Forum – EDF).
Forum podejmuje szereg projektów i działań rzeczniczych na rzecz wdrożenie modelu niepełnosprawności opartego na prawach człowieka i zapewnienia osobom z niepełnosprawnościami pełnego włączenia społecznego. PFON wraz z innymi organizacjami pozarządowymi przygotowuje coroczny Kongres Osób z Niepełnosprawnościami.
Przewodniczącym PFON jest dr Krzysztof Kurowski (od 2019), a Przewodniczą Honorową Krystyna Mrugalska, pierwsza Przewodnicząca PFON.
PFON posiada status organizacji pożytku publicznego (OPP).
W 2023 PFON zostało uhonorowane Nagrodą Rzecznika Praw Obywatelskich im. Pawła Włodkowica.

## Misja
Zgodnie ze statutem misją PFON jest jednoczenie sił społecznych i instytucjonalnych dla tworzenia warunków wyrównywania szans, równoprawnego uczestnictwa w życiu społecznym oraz walki z wszelkimi przejawami dyskryminacji osób z niepełnosprawnościami, aby mogły żyć godnie i w pełni korzystać z praw człowieka.

## Cele
Wedle statutu celami PFON są:
1. Tworzenie płaszczyzny współpracy i jednolitej reprezentacji osób z niepełnosprawnościami, w tym stowarzyszeń i związków stowarzyszeń osób z niepełnosprawnościami oraz rodzin i osób najbliższych osób z niepełnosprawnościami, potrzebujących wsparcia w reprezentacji, a także stowarzyszeń, fundacji oraz związków stowarzyszeń działających na rzecz osób z niepełnosprawnościami,
2. Działania na rzecz pełnego wdrożenia Konwencji o prawach osób niepełnosprawnych,
3. Wpływanie na politykę społeczną państwa oraz rozwiązania prawne decydujące o jakości życia osób z niepełnosprawnościami w wymiarze osobowym, społecznym i ekonomicznym oraz o ich równym traktowaniu, a także o wspieraniu ich rodzin,
4. Zmienianie postaw społecznych wobec ludzi z niepełnosprawnościami – z opiekuńczych na uznające godność i wartość osoby z niepełnosprawnością, jej pozytywny potencjał oraz prawa równe dla wszystkich, a także postaw samych osób z niepełnosprawnościami i ich rodzin,
5. Umacnianie organizacji pozarządowych osób z niepełnosprawnościami i ich rodzin oraz partnerska współpraca tych organizacji i ich związków z organami władzy publicznej, współpraca z organizacjami pozarządowymi zagranicznymi i międzynarodowymi.